# Staat van beleg in Zuid-Korea (2024)
Op 3 december 2024 kondigde de Zuid-Koreaanse president Yoon Suk-yeol de staat van beleg af. In zijn verklaring beschuldigde hij de Democratische Partij, die een meerderheid in de Nationale Vergadering heeft, ervan sympathie te hebben voor Noord-Korea. De maatregel omvatte een verbod op alle politieke activiteiten, waaronder de Nationale Vergadering, en een opschorting van de persvrijheid. 
De staat van beleg werd enkele uren na de aankondiging weer opgeschort.
Op 14 december stemde de Nationale Vergadering voor afzetting van Yoon Suk-yeol. Zijn bevoegdheden en taken zijn opgeschort tot het hooggerechtshof een beslissing neemt over zijn positie.
Yoon Suk-yeol hield zich lange tijd schuil in het presidentieel paleis, maar op 14 januari 2025 werd hij gearresteerd.